# Коручка чемерникоподібна
Кору́чка чемерникоподі́бна, коручка широколи́ста, коручка морозникови́дна, дре́млик широколи́стий (Epipactis helleborine) — рідкісна багаторічна рослина родини зозулинцеві, занесена до Червоної книги України. Лікарська та декоративна культура.

## Назва
Обидві українські назви нагадують про характерні морфологічні ознаки, що відрізняють цей вид від інших представників роду: чемерникоподібна вказує на незвичайні зеленкуваті квіти, схожі на квіти чемерника зеленого (у інших коручок квіти переважно тьмяних відтінків); широколиста вказує на великі, добре помітні листки, схожі на листя конвалії або чемериці.

## Опис
Трав'яниста рослина 20-100 см заввишки, гемікриптофіт. Кореневище коротке. Стебло пряме, добре улиснене. Листки (4-10 штук) яйцеподібної або ланцетної форми, з дуговим жилкуванням.
Суцвіття — густа китиця, що складається з 12-50 зеленкувато-пурпурових або блідо-рожевих квіток. Приквітки ланцетні. Зовнішні листочки оцвітини яйцеподібно-ланцетні, 10-13 мм завдовжки, внутрішні — коротші і ширші. Губа коротша від інших листочків оцвітини. Зав'язь слабко опушена. Плід — видовжена коробочка. Насіння дрібне, пилоподібне, в кожному плоді міститься близько 10 000 насінин.

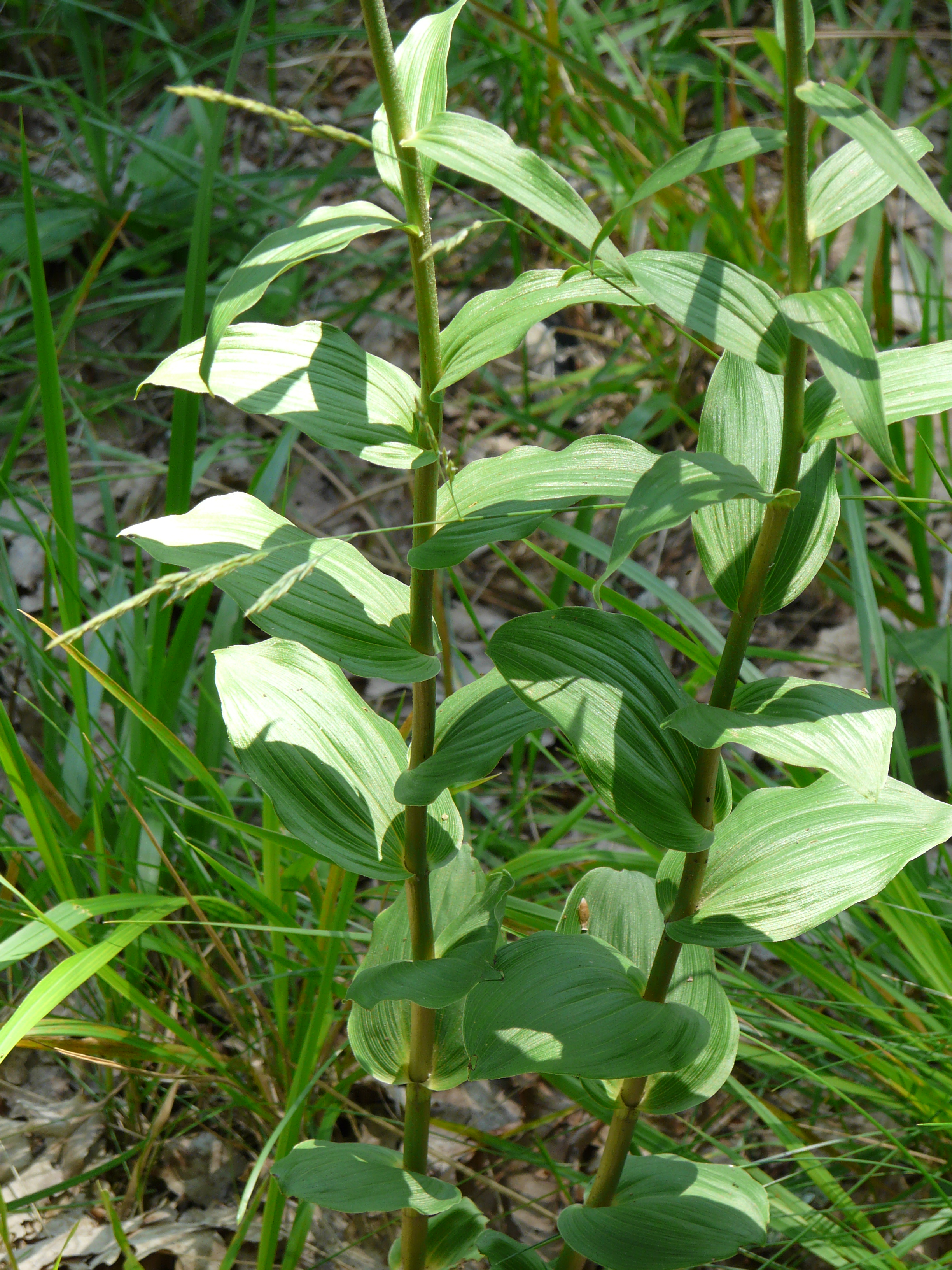
Листя
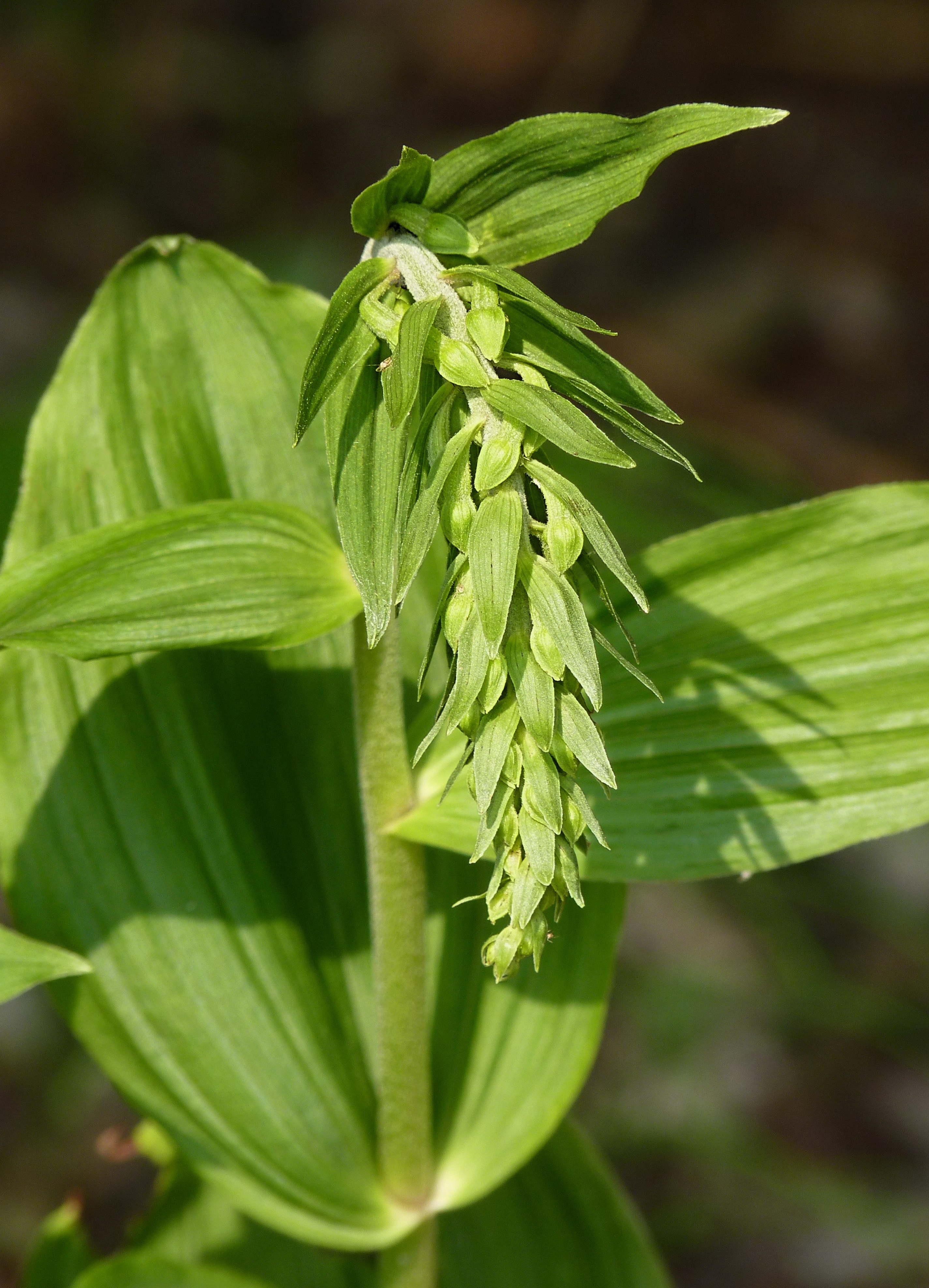
Пуп'янки
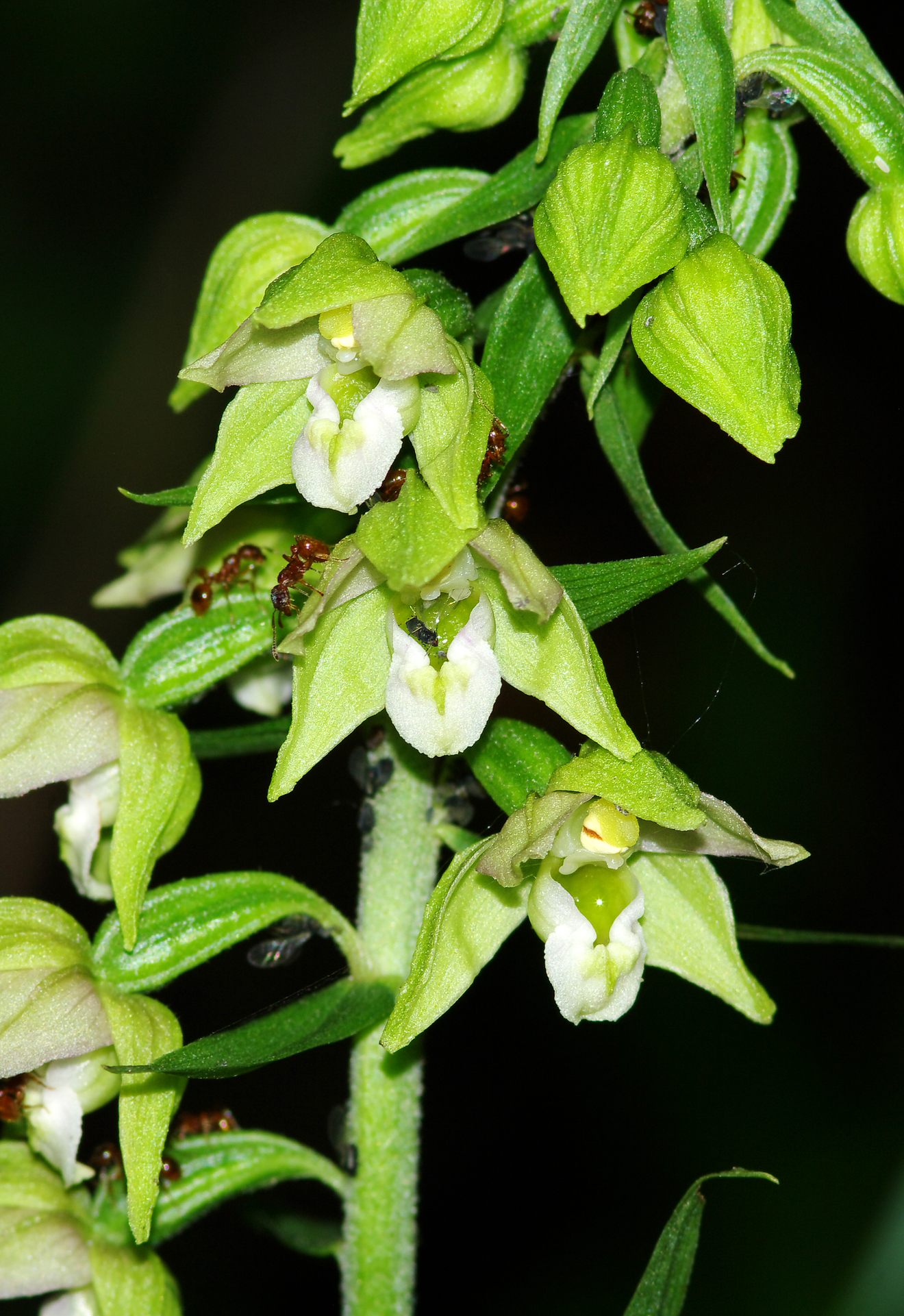
Суцвіття, яке запилюють мурахи
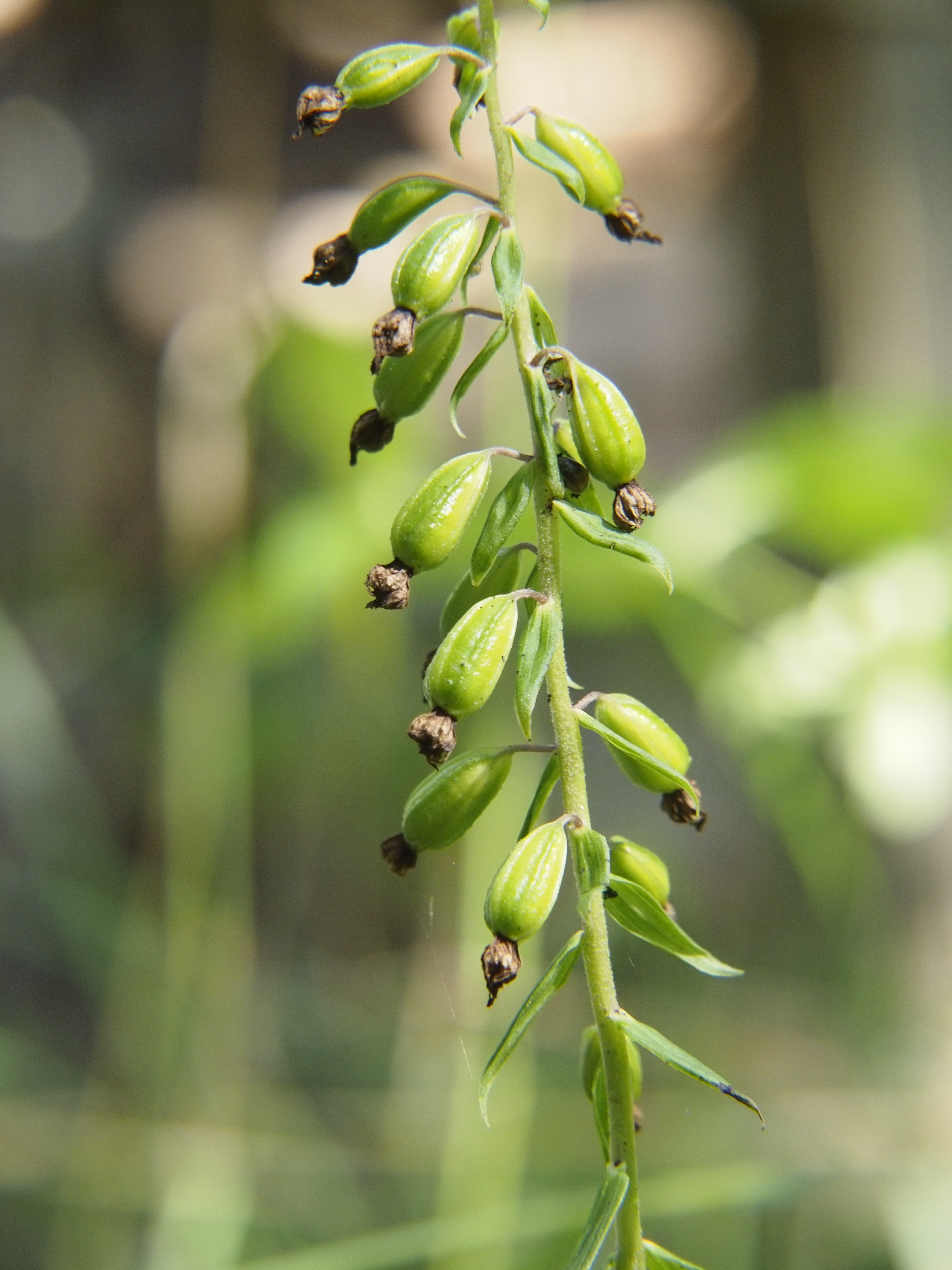
Плоди

## Поширення

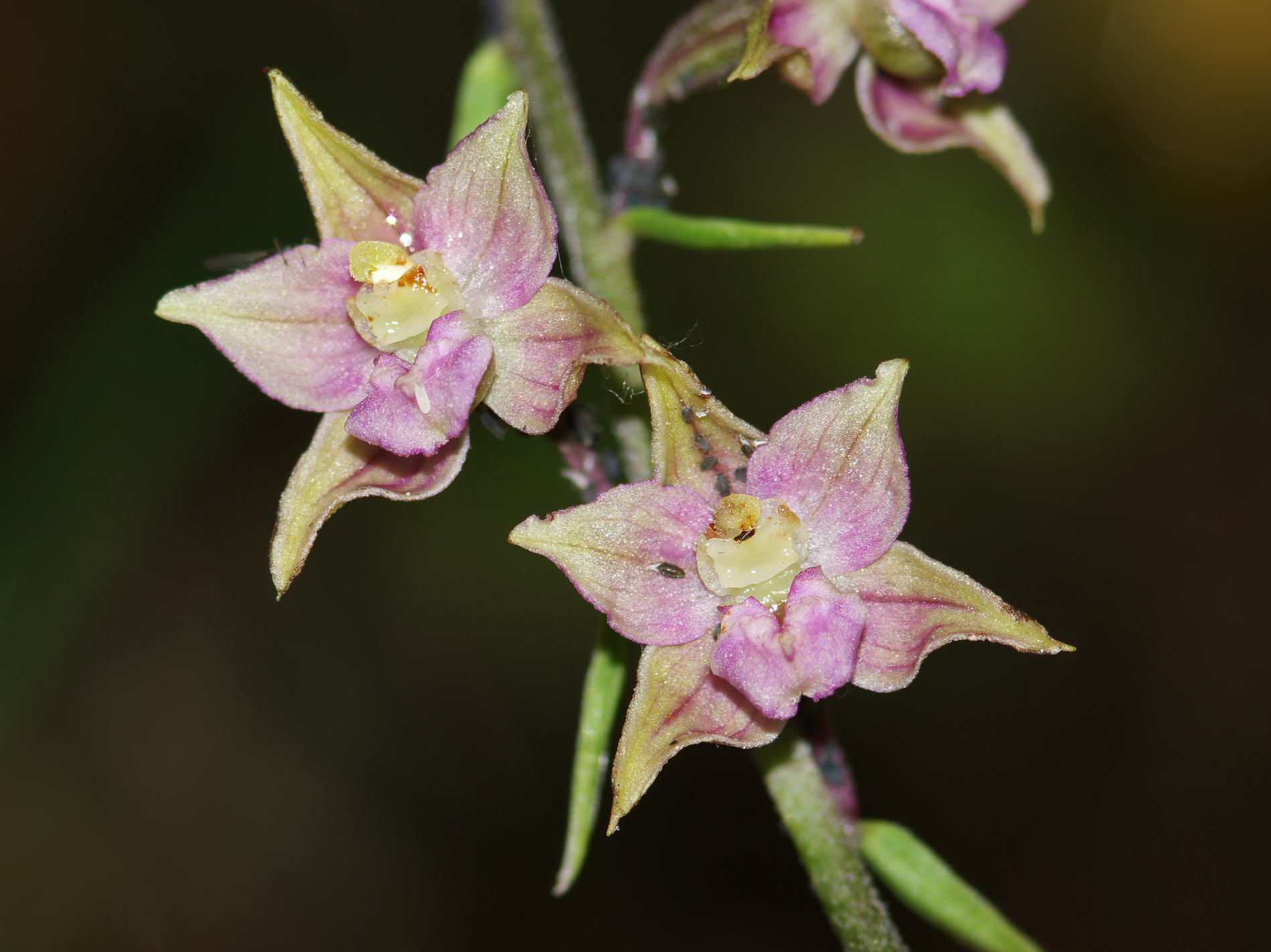
Варіант забарвлення квіток

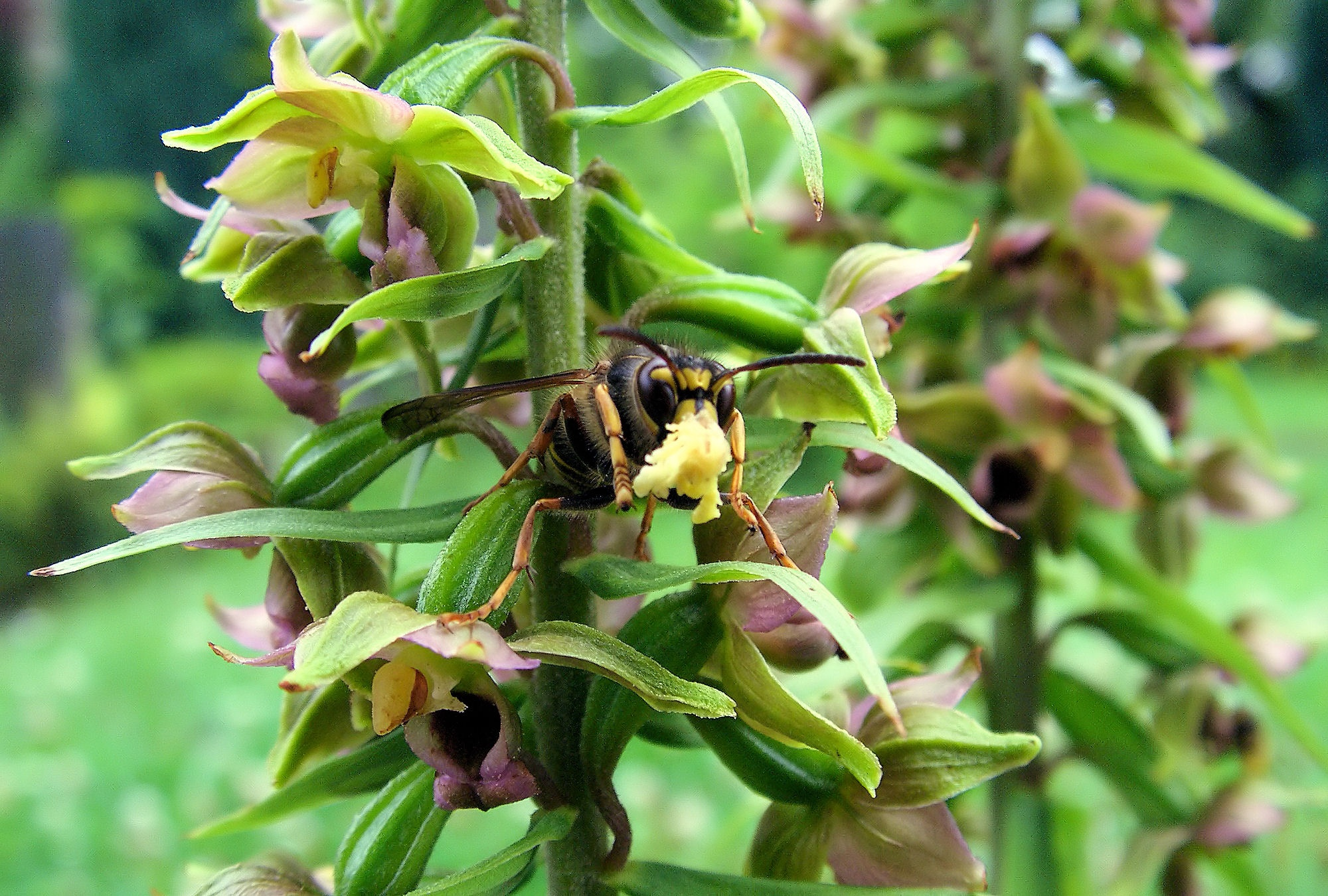
Комаха-запилювач збирає пилок

Ареал виду широкий, він охоплює помірні та субтропічні зони Європи, Азії та Північної Африки. Це найпоширеніша орхідея Центральної Європи, вона занесена і до Північної Америки, де також прижилася. В Україні цей вид зустрічається у Карпатах, лісовій, лісостеповій зоні, Гірському Криму. В степовій зоні він зростає лише по лісовим острівцям, розкиданим вздовж берегів великих річок. Коручка чемерникоподібна зустрічається у хвойних, мішаних та листяних лісах, в тому числі і вторинних. Цю рослину знаходили навіть на покинутих териконах.

## Екологія
Рослина тіньолюбна, надає перевагу помірно зволоженим ґрунтам, багатим на вапно, але не вимоглива до їх родючості — зростає як на добре угноєних, так і на бідних. Кореневище цієї орхідеї утворює мікоризу.
Розмножується насінням і вегетативно (кореневищем). Квітне у червні-вересні. Запилення відбувається за допомогою мух, мурах, жуків, джмелів та ос Vespula vulgaris і Dolichovespula sylvestris. Плодоносить у липні-жовтні. Насіння переноситься вітром на далеку відстань. Відомі гібриди цього виду з коручкою болотною, пурпуровою, дрібнолистою, темно-червоною і булаткою великоквітковою.

## Значення та статус виду
Коручка чемерникоподібна занесена до Додатку II Конвенції про міжнародну торгівлю видами дикої фауни та флори, що перебувають під загрозою зникнення (CITES). За межами України охороняється у Польщі. В Україні охороняється у наступних заповідниках і національних парках: Карпатському, Дунайському, Канівському, Поліському, Ялтинському гірсько-лісовому, Карадазькому, Рівненському, «Мис Мартьян», «Розточчя», «Медобори», Карпатському, Шацькому, Вижницькому, Ужанському, «Синевир»,  Нобельський та «Святі гори».
Рослина доволі стійка до антропогенного навантаження, на скорочення чисельності впливають переважно зміна середовища та безпосереднє винищення заради букетів.
Коручку чемерникоподібну інколи вирощують як лікарську та декоративну рослину, зокрема в Україні цей вид можна побачити в Національному ботанічному саду ім. М. М. Гришка, в ботанічних садах Харківського, Донецького, Чернівецького університетів.

## Систематика

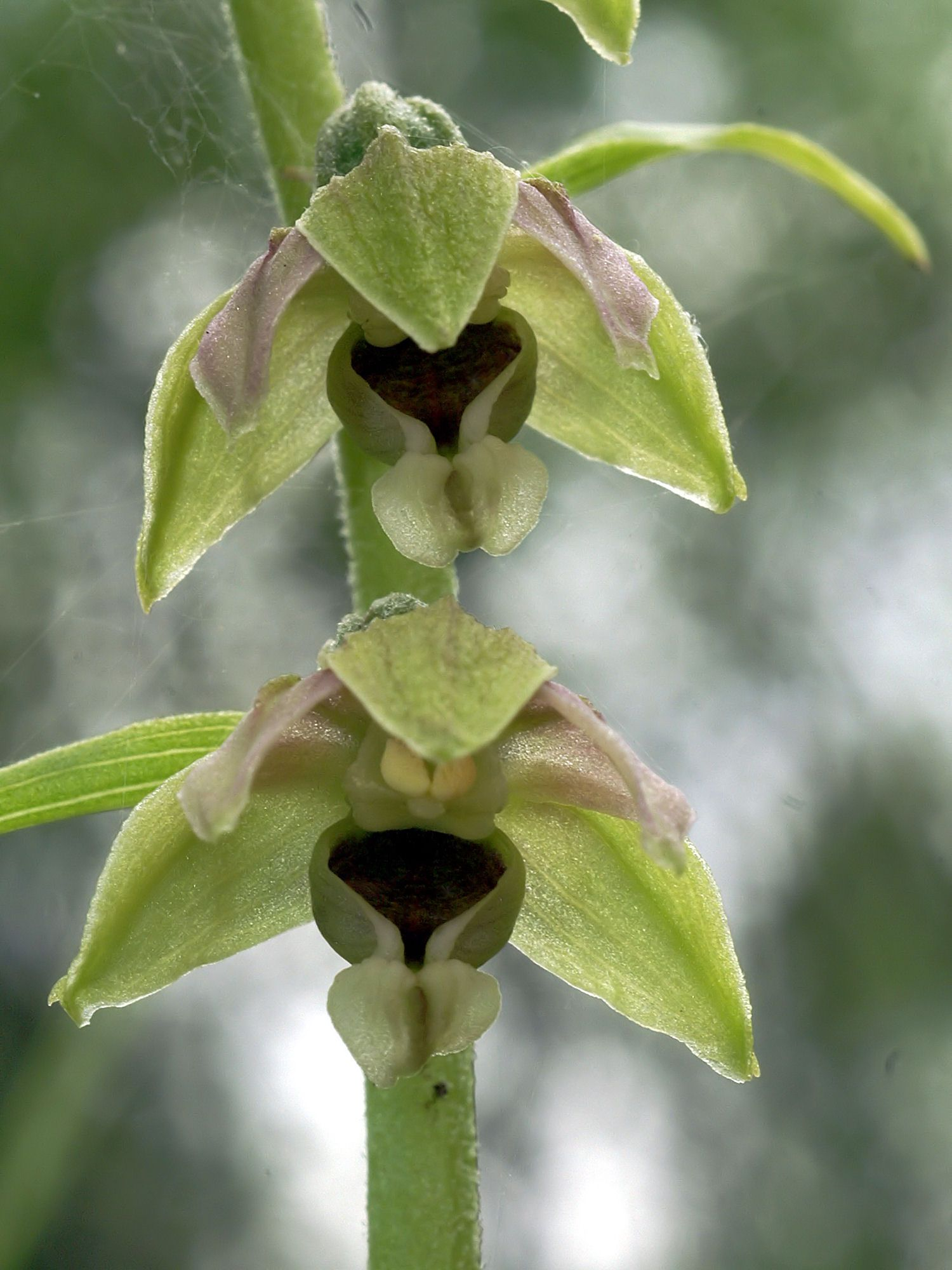
Коручка чемерникоподібна форма orbicularis

### Підвиди та форми
- Epipactis helleborine підв. helleborine
- Epipactis helleborine підв. bithynica (Robatsch) Kreutz — синонім Epipactis bithynica
- Epipactis helleborine підв. degenii (Szentp. & Mónus) Kreutz — синонім Epipactis degenii
- Epipactis helleborine підв. densifolia (W.Hahn, Passin & R.Wegener) Kreutz — синонім Epipactis densifolia
- Epipactis helleborine підв. latina W.Rossi & E.Klein — синонім Epipactis latina (W.Rossi & E.Klein) B.Baumann & H.Baumann
- Epipactis helleborine підв. leutei (Robatsch) Kreutz — синонім Epipactis leutei
- Epipactis helleborine ф. minor R.Engel
- Epipactis helleborine підв. molochina (P.Delforge) Kreutz — синонім Epipactis molochina
- Epipactis helleborine підв. neerlandica (Verm.) Buttler — синоніми Epipactis helleborine підв. renzii (Robatsch) Løjtnant, Epipactis neerlandica, Epipactis renzii
- Epipactis helleborine підв.orbicularis (K.Richt.) E.Klein — синоніми Epipactis distans, Epipactis helleborine підв. distans (Arv.-Touv.) R.Engel & Quentin, Epipactis orbicularis
- Epipactis helleborine підв. schubertiorum (Bartolo, Pulv. & Robatsch) Kreutz — синонім Epipactis schubertiorum
- Epipactis helleborine ф. tangutica (Schltr.) S.C.Chen & G.H.Zhu — синонім Epipactis tangutica
- Epipactis helleborine підв. transcaucasica
- Epipactis helleborine підв. tremolsii (Pau) E.Klein — синоніми Epipactis atropurpurea ф. tremolsii, Epipactis cardina, Epipactis duriensis, Epipactis tremolsii
- Epipactis helleborine ф. youngiana (A.J.Richards & A.F.Porter) Kreutz

### Гібриди
- Epipactis × reinekei M. Bayer — гібрид Epipactis helleborine × Epipactis muelleri
- Epipactis × schmalhausenii K. Richt. — гібрид Epipactis atrorubens × Epipactis helleborine[5]

## Синоніми
| - Amesia consimilis (D.Don) A.Nelson & J.F.Macbr. - Amesia discolor (Kraenzl.) Hu - Amesia latifolia (L.) A.Nelson & J.F.Macbr. - Amesia longibracteata Schweinf. - Amesia monticola (Schltr.) Hu - Amesia pycnostachys (K.Koch) A.Nelson & J.F.Macbr. - Amesia squamellosa (Schltr.) Hu - Amesia tenii (Schltr.) Hu - Amesia yunnanensis (Schltr.) Hu - Calliphyllon latifolium (L.) Bubani - Cymbidium latifolium (L.) Sw. - Epipactis atropurpurea ф. tremolsii (Pau) Schltr. - Epipactis atroviridis Linton - Epipactis bithynica Robatsch - Epipactis cardina Benito & C.E.Hermos. - Epipactis degenii Szentp. & Mónus - Epipactis densifolia W.Hahn, Passin & R.Wegener - Epipactis discolor Kraenzl. - Epipactis distans Arv.-Touv. - Epipactis duriensis Bernardos, D.Tyteca, Revuelta & Amich - Epipactis kezlinekii Batoušek - Epipactis latifolia (L.) All. - Epipactis latina (W.Rossi & E.Klein) B.Baumann & H.Baumann - Epipactis leutei Robatsch - Epipactis ligulata Hand.-Mazz. - Epipactis magnibracteata C.Schweinf. - Epipactis molochina P.Delforge - Epipactis monticola Schltr. | - Epipactis nephrocordia Schltr. - Epipactis neerlandica (Verm.) Devillers-Tersch & Devillers - Epipactis ohwii Fukuy. - Epipactis orbicularis K.Richt. - Epipactis renzii Robatsch - Epipactis schubertiorum Bartolo, Pulv. & Robatsch - Epipactis squamellosa Schltr. - Epipactis tangutica Schltr. - Epipactis tenii Schltr. - Epipactis tremolsii Pau. - Helleborine varians Soó - Epipactis voethii Robatsch - Epipactis youngiana A.J.Richards & A.F.Porter - Epipactis yunnanensis Schltr. - Epipactis zirnsackiana Riech. - Helleborine atroviridis (Linton) F.Hanb. in H.C.Watson - Helleborine helleborine (L.) Druce - Helleborine macrostachya (Lindl.) Soó - Helleborine nephrocardia (Schltr.) Soó - Helleborine ovalis (Bab.) Druce - Helleborine pycnostachys (K.Koch) Druce - Helleborine squamellosa (Schltr.) Soó - Helleborine tenii (Schltr.) Soó - Helleborine yunnanensis (Schltr.) Soó - Serapias consimilis (D.Don) A.A.Eaton - Serapias helleborine ф.latifolia L. - Serapias latifolia (L.) Huds. |